# سکه‌سایی
سکه‌سایی، کنشی رایج در قرون وسطا بود. این عمل با ساییدن سکه‌های ساخته‌شده از فلزهای قیمتی به منظور برداشتن بخشی از آن فلز به عنوان سود انجام می‌شد. براده‌های ناشی از سایش سکه‌ها، با ذوب مجدد تبدیل به شمش‌های طلا یا نقره می‌شدند.

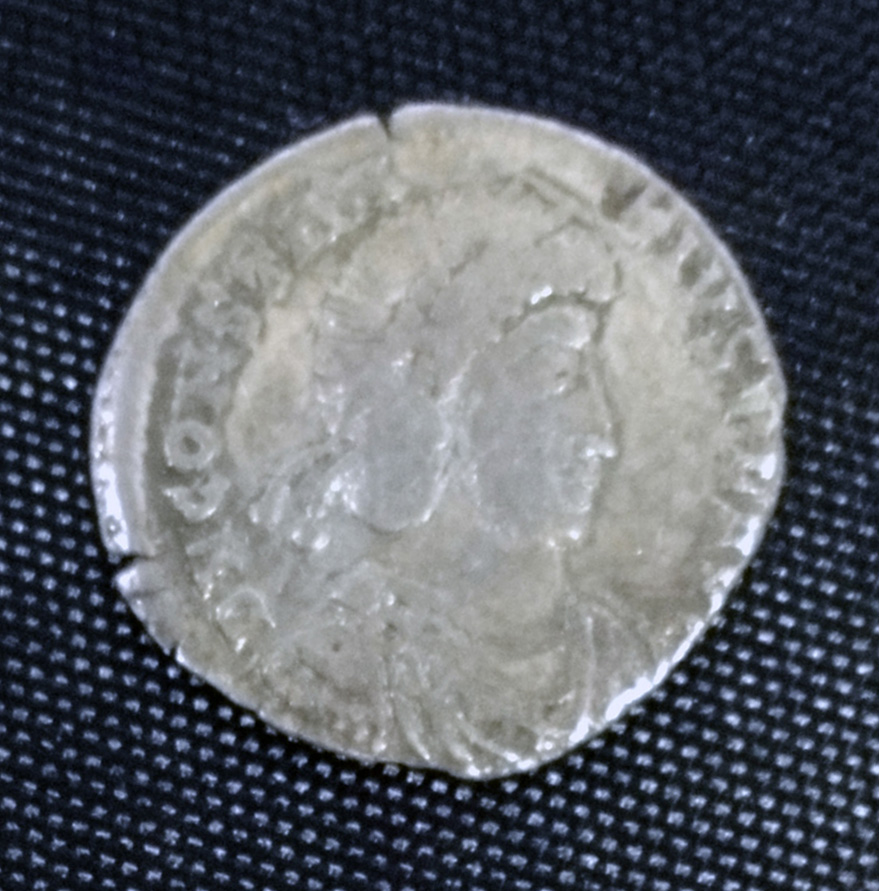
یک سکه قرون وسطایی ساییده نشده
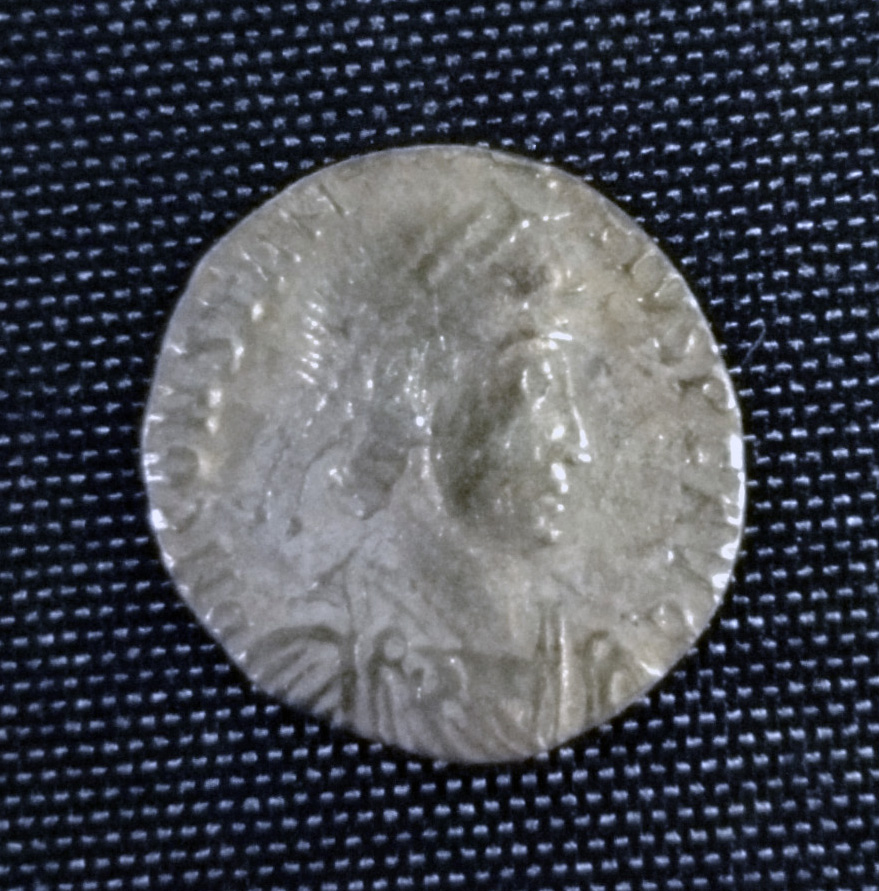
سکه‌ای تا اندازه‌ای ساییده شده
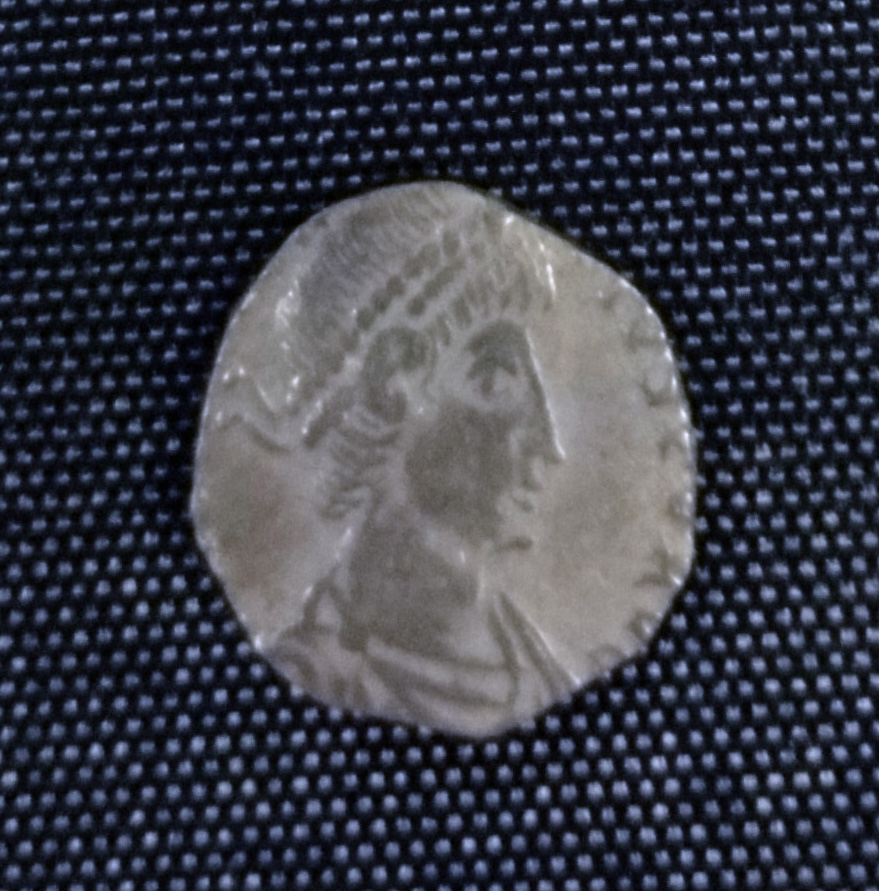
سکه‌ای کاملاً سایش خورده